# Deightoniella africana
Deightoniella africana är en svampart som beskrevs av S. Hughes 1952. Deightoniella africana ingår i släktet Deightoniella och familjen Mycosphaerellaceae.   Inga underarter finns listade i Catalogue of Life.